# Jim Devine
James „Jim“ Devine (* 1953 in Blackburn) ist ein ehemaliger schottischer Politiker.

## Leben
Devine wurde 1953 in Blackburn in eine katholische Familie geboren. Er arbeitete als Pfleger in einer psychiatrischen Einrichtung und war dann im administrativen Bereich der Gewerkschaft UNISON tätig.

## Politischer Werdegang
Seit 1983 war Devine als Wahlkampfmanager des Labour-Abgeordneten und späteren Minister Robin Cook tätig. Cook vertrat zunächst den Wahlkreis Edinburgh Central, bevor er bei den Wahlen 1983 das Mandat des neugeschaffenen Wahlkreises Livingston errang. Dieses hielt er bis zu seinem Tod im August 2005.
Infolge Cooks Ablebens wurden Nachwahlen im Wahlkreis Livingston vonnöten. Zu diesen trat Devine als Nachfolger Cooks an. Am Wahltag setzte er sich gegen neun Kontrahenten durch, darunter die SNP-Politikerin Angela Constance, die zwei Jahre später die Wahlen im gleichnamigen Wahlkreis für das schottische Parlament für sich entscheiden sollte. Im Parlament fungierte Devine als Parliamentary Private Secretary unter der Juniorministerin Rosie Winterton, gab die Position dann jedoch infolge des politischen Kurses in der Trident-Frage auf.
Im Jahre 2009 gehörte Devine zu jenen Unterhausabgeordneten, denen in einem landesweiten Skandal das Einreichen gefälschter Rechnungen zu Lasten des Staates vorgeworfen wurde. Obschon noch nicht verurteilt, entschied die Kandidatenkommission der schottischen Labour Party, Devine nicht zu den Unterhauswahlen 2010 anzusetzen. Damit schied Devine zum Ende der Wahlperiode aus dem Unterhaus aus. Sein Nachfolger Graeme Morrice hielt das Mandat für die Labour Party.

### Verurteilungen
Infolge des Abrechnungsskandals wurde Devine im März 2011 zu einer 16-monatigen Gefängnisstrafe verurteilt. Nach dem Absitzen eines Viertels der Strafe, wurde er aus dem Gefängnis entlassen und für die verbleibende Dauer unter Hausarrest gestellt. Als Folge der Verurteilung wurde Devine aus der Labour Party ausgeschlossen.
Seine ehemalige Sekretärin zeigte Devine wegen Mobbings an. Unter anderem habe er sie verleumdet, indem er Gerüchte über ihre angebliche Spielsucht verbreitet hatte. Die Sekretärin meldete sich zunächst für einige Zeit krank und kündigte die Stellung schließlich. In einem Prozess im Oktober 2009 wurde Devine schuldig gesprochen. Der ehemaligen Sekretärin wurde eine Entschädigung in Höhe von 35.000 £ zugesprochen. Da Devine die Summe nicht aufbringen konnte, erklärte er im Februar 2011 seine Privatinsolvenz.